# Rodrigo Forjaz de Trastâmara
Rodrigo Forjaz de Trastâmara (c. ?? - 1071) foi um cavaleiro medieval do Condado Portucalense cujas origens se encontram na Casa de Trastâmara mas que por valorosos actos e  façanhas militares feitas em combate passou por ordem real a o ter o nome Homem.
Foi tido como um importante combatente da reconquista peninsular. Fez vários combates contra os mouros durante o reinado de D. Fernando de Leão e Castela, Rei de Leão.
Na altura em que este monarca repartiu o reino pelos filhos, Rodrigo seguiu o partido de Garcia II da Galiza e Portucale. Esteve também com este rei na Batalha de Águas de Maias, onde foi ferido. Na Batalha de Santarém, conduziu o rei D. Sancho II de Castela que havia sido rendido em combate por Don Gomez Echiguez e o entregou em seguida ao seu irmão D. Garcia II da Galiza , antes de morrer. 

## Relações familiares
Foi filho de Forjaz Vermuis I de Trastâmara Senhor de Trastâmara (1040 -?) e de Sancha Ordonhes. Casou com Moninha Gonçalves da Maia, filha de Gonçalo Mendes da Maia e de Urraca Teles (c. 1060 -?), de quem teve:
1. Velasquita Rodrigues
2. Sancha Rodrigues
3. Forjaz Vermuis de Trastâmara (1100 - ?)